# Jean Charles van Rotterdam
Jean Charles van Rotterdam, auch Jan Karel van Rotterdam, (geboren am 15. Dezember 1759 in Antwerpen; gestorben am 5. Juli 1834 in Gent) war ein belgischer Mediziner, Professor und der erste Rektor der Universität Gent.

## Leben
Rotterdam war ein Sohn von Jean-Nicolas van Rotterdam und dessen Frau Gertrude Henriette (geborene de Roode). Er studierte nach dem Schulabschluss zunächst Geisteswissenschaften am Kolleg der Augustinerpatres und erwarb sehr gute Kenntnisse in den alten Sprachen. Anschließend begann er ein Studium der Medizin an der Universität Löwen. Dort wurde er zum „Fiscus et Decanus“ ernannt. Diese Auszeichnung wurde von den Professoren an jene Studenten verleihen, die sich durch besonderen Eifer und ihr Wissen hervorgetan hatten. Am 16. Oktober 1784 wurde ihm mit der Verteidigung seiner Schrift Dissertatio medica de paralysi der Titel als „Lizenziat der Medizin“ verliehen. Aufgrund dieser Schrift und seiner großen Gelehrsamkeit wurde er von den Professoren von Löwen ermächtigt an der medizinischen Fakultät Privatunterricht zu erteilen. Die politischen Unruhen, die in der Brabanter Revolution mündeten, veranlassten van Rotterdam seine Stelle als außerordentlicher Professor aufzugeben. Er ließ sich 1793 in der Stadt Deinze in Flandern nieder. In der Provinz Ostflandern war eine Ruhrepidemie ausgebrochen, bei deren Eindämmung er so große Erfolge verzeichnen konnte, dass er gebeten wurde sich in Gent niederzulassen. Van Rotterdam zog 1794 dorthin um.
1803 wurde van Rotterdam eines der ersten Mitglieder der neu geschaffenen Gesundheitskommission im Département Escaut und am 3. Dezember 1804 wurde er Chefarzt des Genter Zivilkrankenhauses. Diese Position bekleidete er bis zu seinem Tod. 1806 stiftete der Präfekt des Departements der Stadt Gent eine medizinische Fakultät, an der van Rotterdam als Professor den Kurs für Pathologie und innere klinische Medizin leitete. Zwischen van Rotterdam und seinem jüngeren Kollegen Jozef F. Kluyskens (1771–1843) entbrannte zu dieser Zeit eine sehr persönliche Kontroverse über die Wirkung des Fingerhuts bei der Behandlung der Lungenphthise. Inzwischen hatte sich van Rotterdam die Flandern einen ausgezeichneten Ruf als Arzt erworben, was sowohl auf seinen Heilungserfolgen als auch auf seiner klinische Lehrtätigkeit gründete. So wurde ihm die Leitung mehrerer karitativer Einrichtungen anvertraut und 1809 wurde er zum Arzt des Krankenhauses sowie des Alten- und des Frauenhospizes ernannt.
König Wilhelm I. gründete am 9. Oktober 1817 die Universität Gent. Dadurch wurden van Rotterdam, Jacques Louis (Jacob Lodewijk) Kesteloot (1778–1852) und der Anatom François Egide (Franciscus Aegidius) Verbeeck (1779–1848) zu ordentlichen Professoren der medizinischen Fakultät und Kluyskens zum außerordentlichen Professor ernannt. Van Rotterdam war lehrte die Fächer Pathologie und Medizin und war für den Diätetikkurs verantwortlich. Durch königliches Dekret wurde er am 23. September 1817 für das akademische Jahr 1817/1818 zum ersten „Rektor Magnificent“ der neuen Universität ernannt. Der erste Absolvent war während seines Rektorats Hippolyte Metdepenningen (1799–1881), dem am 13. Juni 1818 der Doktortitel in Rechtswissenschaften verliehen wurde. Er wurde Anfang 1834 emeritiert, starb sechs Monate später an einer Krankheit und wurde am 8. Juli 1834 beigesetzt.

## Sammlungen
Neben seiner Tätigkeit als Arzt war van Rotterdam an der Kunst interessiert und baute eine Gemäldegalerie auf, die zu den bedeutendsten in Gent zählte. In seiner Sammlung befand sich auch eine Anbetung der Heiligen Drei Könige (Jan van Eyck), die später in das Brüssler Museum kam. Darunter befanden unter anderem Werke von Anthonis van Dyck, Adriaen van Ostade, Rembrandt, Salomon van Ruysdael, David Teniers und anderen berühmten Künstlern. Er besaß zudem eine umfangreiche Bibliothek mit mehr als 1500 Büchern, die im November 1834 zur Versteigerung in einem Katalog zusammengestellt und angeboten wurden.

## Auszeichnungen (Auswahl)
- 1825: Ritter des Ordens des Belgischen Löwen durch Wilhelm I. für seine Verdienste um die belgische Medizin im Allgemeinen und um die Medizinische Fakultät Gent im Besonderen.[2]
- 1829 (oder eher): Ritter des Ordens vom Niederländischen Löwen durch Wilhelm I.[6]

Van Rotterdam war unter anderem korrespondierendes Mitglied der Medizinischen Gesellschaften in Antwerpen, Brüssel und Bonn.

## Schriften (Auswahl)
- Dissertatio medica de paralysi. Löwen 1784 (Hochschulschrift).
- Moyens de se préserver de la dysenterie et remèdes pour la guérir. 1795.
- Remarques sur les nouvelles doctrines médicales italiennes et françaises. Teil 1, J. N. Houdin, Gent 1823 (archive.org).
- Dissertation sur le choléra-morbus asiatique, d’après un plan de doctrine méthodique fondé sous les principaux renseignements qui nous sont parvenus. Van Ryckeghem, Gent 1831.